# Sandstein

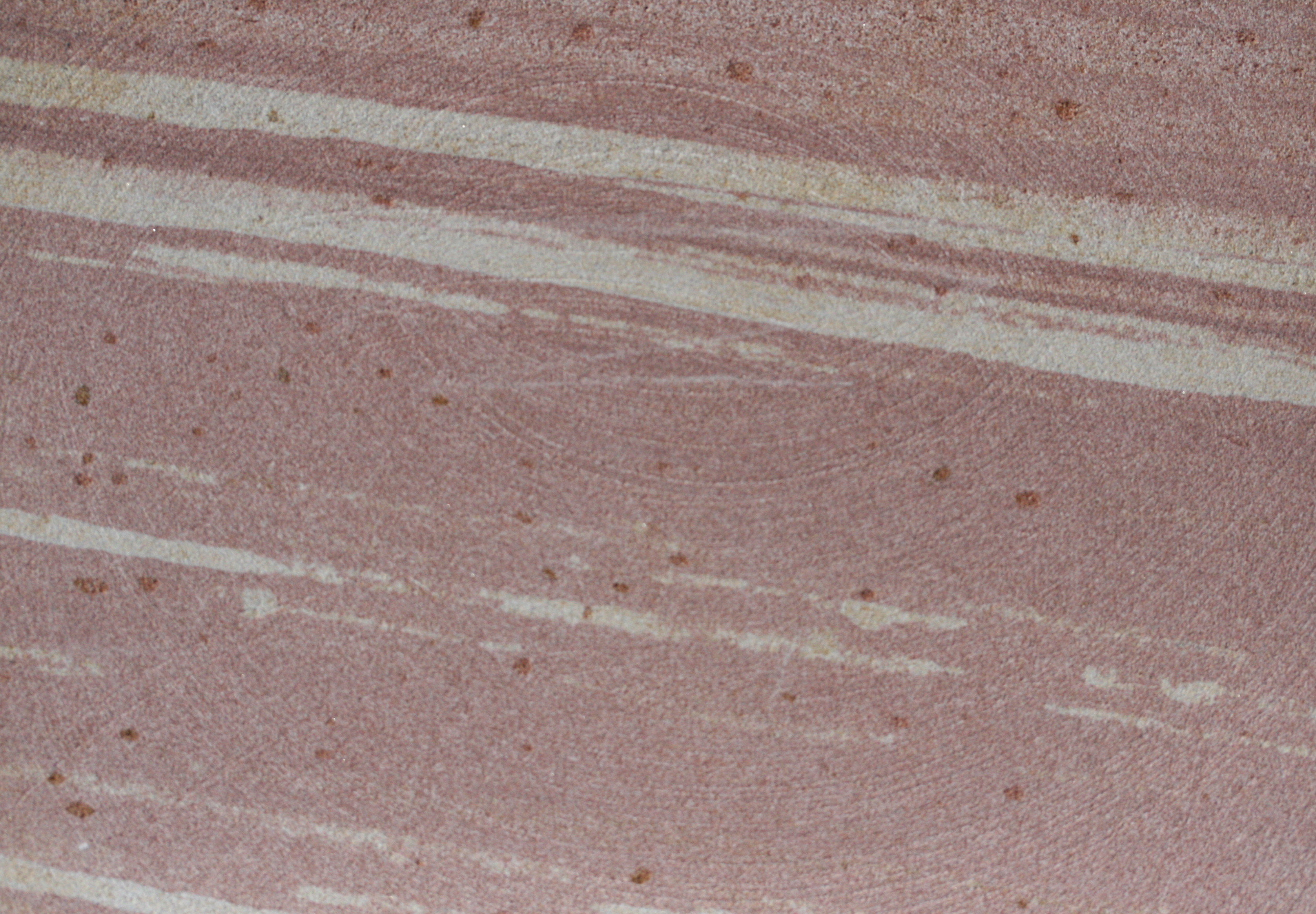
„Roter Mainsandstein“ (Sandstein der frühen Trias Süddeutschlands)

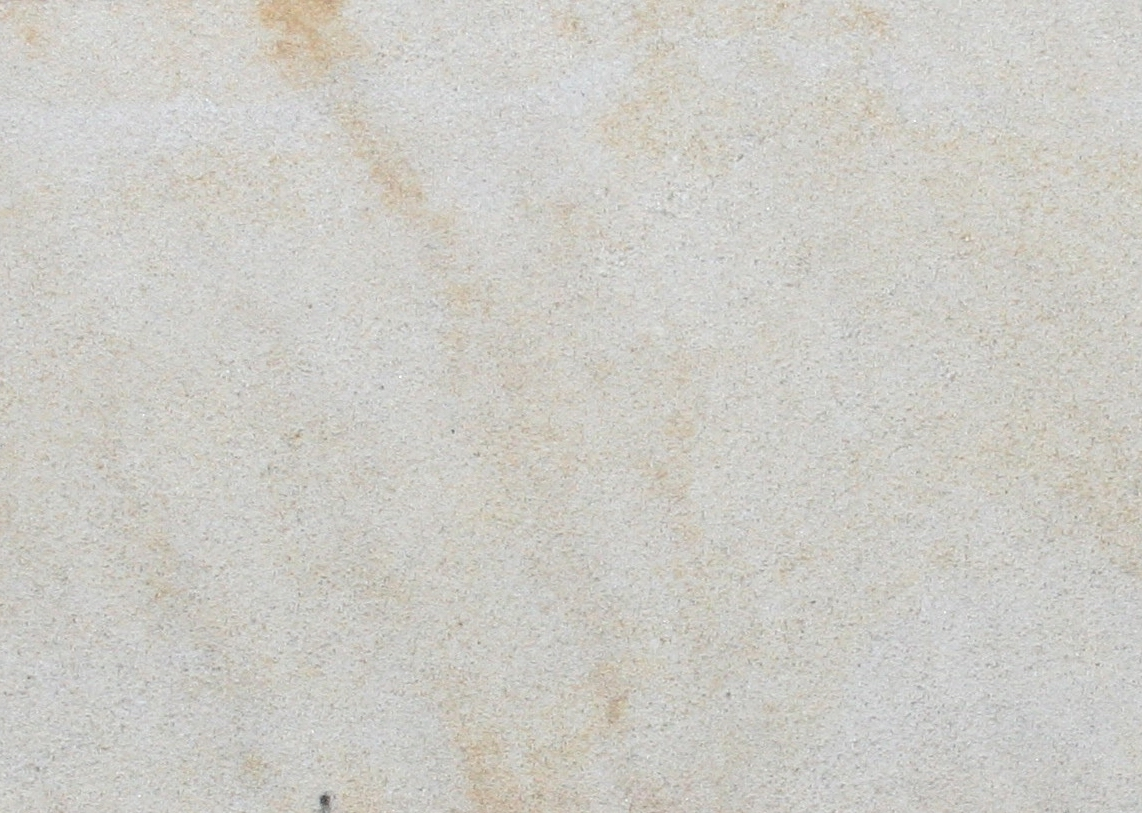
„Bentheimer Sandstein“ (Sandstein der norddeutschen Kreide)

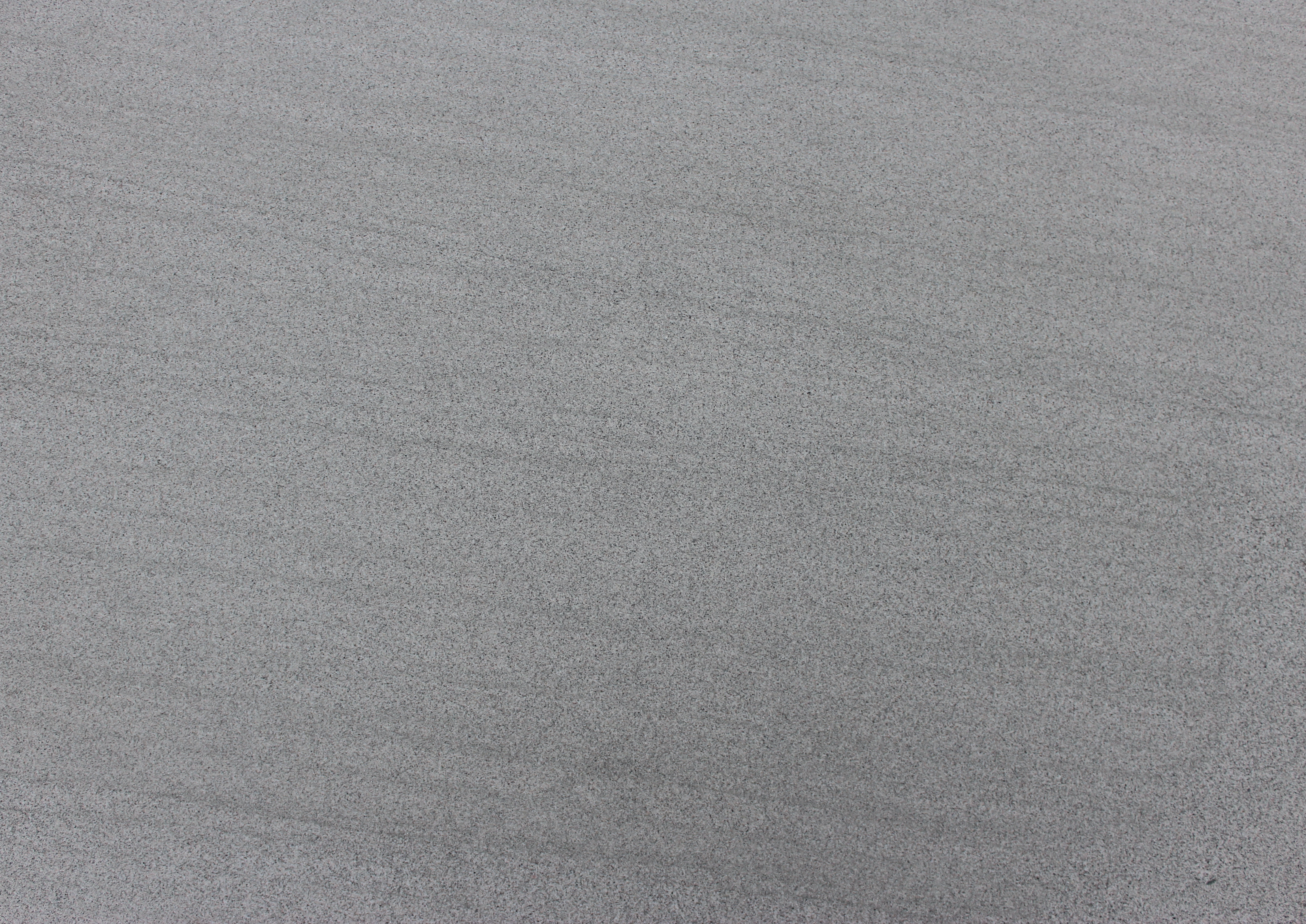
„Bollinger Sandstein“ (Sandstein des Oligozäns der Schweiz, subalpine Molasse)

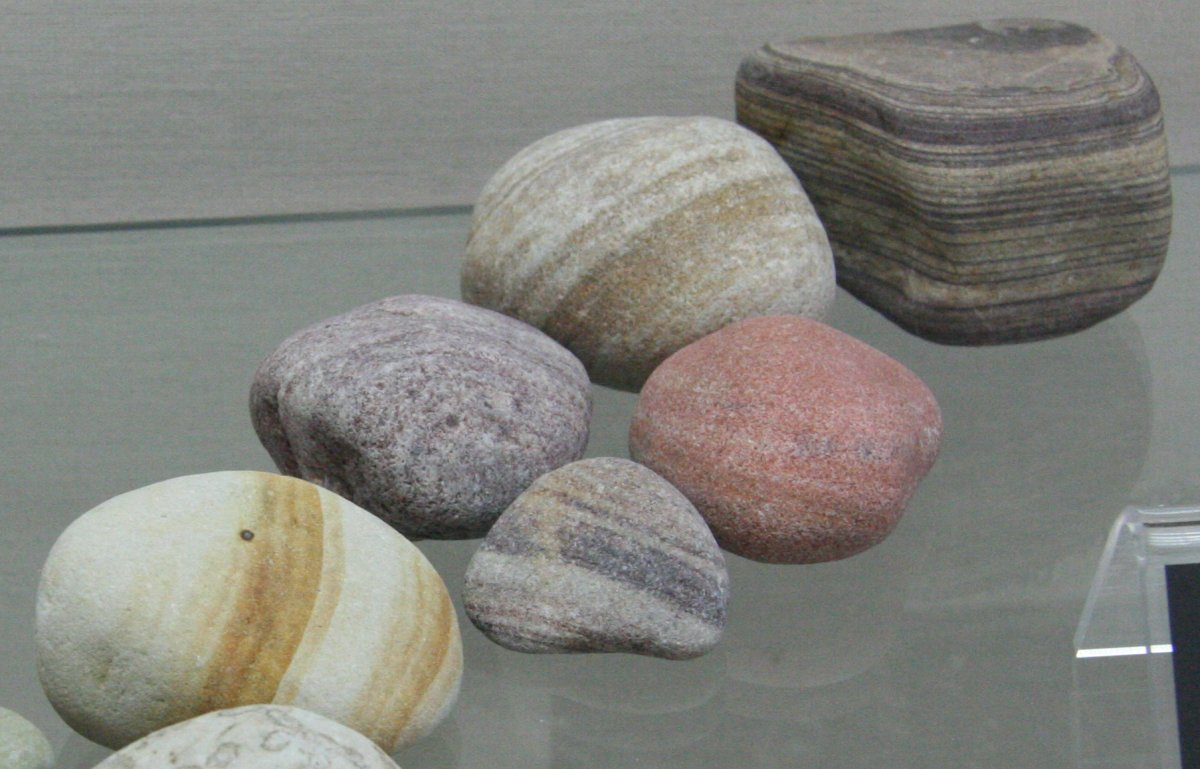
Gerölle aus Sandstein

Sandstein ist ein klastisches Sedimentgestein mit einem Anteil von mindestens 50 % Sandkörnern, d. h. von Körnern, die nach der allgemeinen Definition der Korngröße Sand zwischen 0,063 und 2 mm groß sind. Die Sandkörner bestehen aus verschiedenen Mineralen, meistens jedoch aus Quarz.

## Definition, Nomenklatur und Abgrenzung zu verwandten Gesteinen

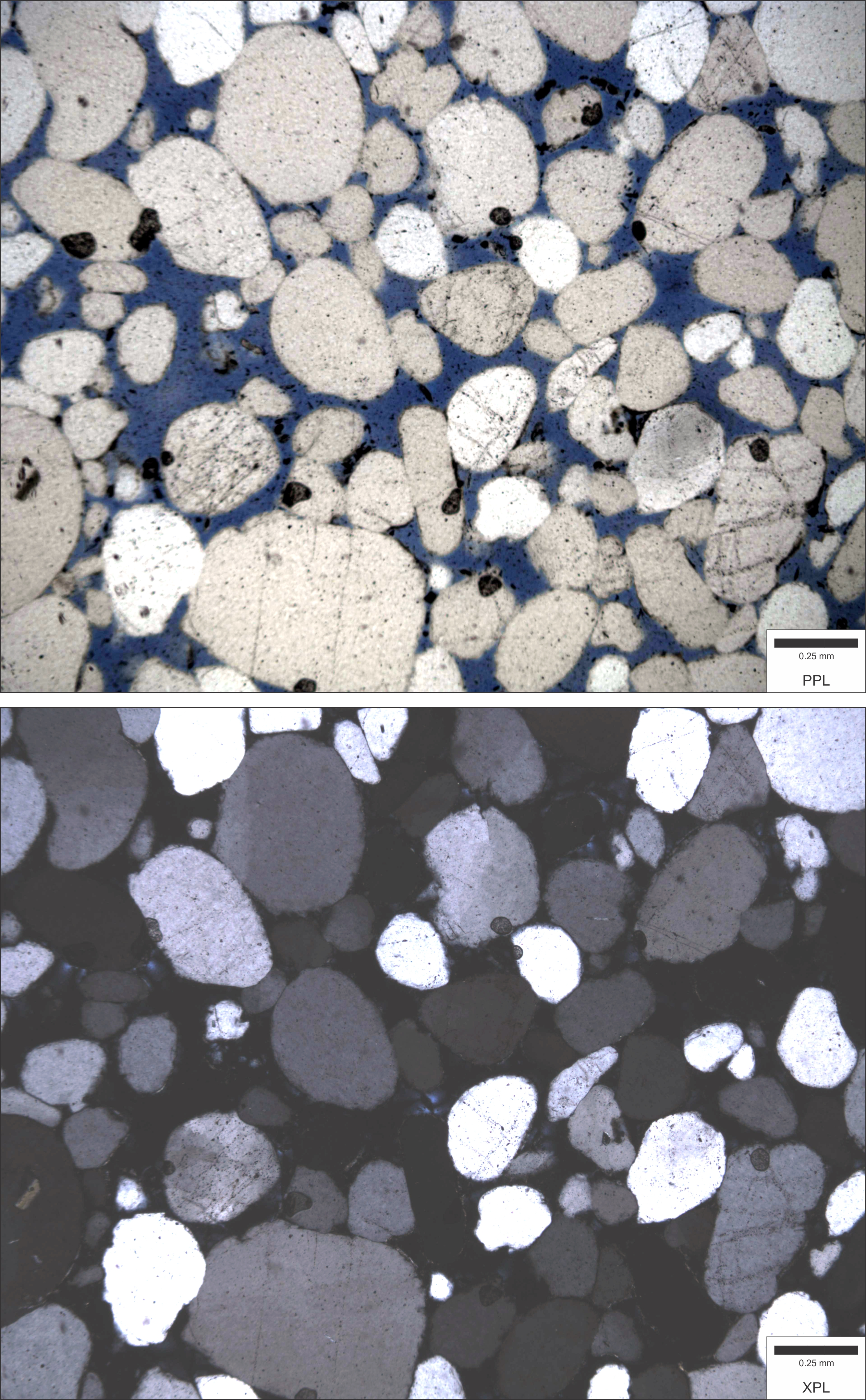
Ein reiner Quarzsandstein aus dem Ordovizium von Illinois (USA) im Dünnschliff, im unteren Bild mit gekreuzten Polarisatoren. Das Material ist vor der Präparation mit blauem Epoxidharz imprägniert worden, um die Stabilität und den Kontrast zu erhöhen. Daher erscheinen die Kornzwischenräume im oberen Bild blau.

Klastische Sedimentgesteine sind Gesteine, die aus unterschiedlich großen Mineral- und Gesteinsbruchstücken zusammengesetzt sind. Die kleineren dieser Bruchstücke werden als Sedimentkörner, oder kurz: Körner, bezeichnet. Jener Anteil von Körnern in einem Sedimentgestein, der einen Äquivalentdurchmesser innerhalb des Größenspektrums von Sand (0,063–2 mm) besitzt, wird als Sandanteil oder Sandfraktion bezeichnet. Alle klastischen Sedimentgesteine, in denen die Sandfraktion den überwiegenden Anteil (> 50 %) der Mineral- und Gesteinsbruchstücke stellt, werden unter dem Oberbegriff Sandstein zusammengefasst.
Bei einem Sandstein, dessen Sandfraktion zu mindestens 90 % aus Quarz besteht, spricht man von einem Quarzsandstein oder auch Sandstein im engeren Sinne. Ab einem Anteil von 25 % Feldspäten spricht man von Arkose, bei einem hohen Anteil an toniger Matrix und einem Anteil von weniger als 75 % Quarz in der Sandfraktion von Grauwacke. Die entsprechenden Übergangsformen (Quarzanteil in der Sandfraktion jeweils zwischen 90 und 75 %) heißen Subarkose bzw. Subgrauwacke. 
Sandsteine mit einem hohen Anteil an primärem Kalziumkarbonat werden auch Kalksandsteine genannt. Diese dürfen nicht mit den identisch bezeichneten, künstlich hergestellten Kalksandsteinen verwechselt werden. Ein Gestein, das aus einem Lockersediment hervorgegangen ist, das überwiegend aus sandgroßen Kalkkörnern bestand, wird in der Regel nicht als „Kalksandstein“ bezeichnet, sondern als Kalkstein, wenngleich für das entsprechende Lockermaterial die Bezeichnung Kalksand oder Karbonatsand geläufig ist.
Überwiegt im Gestein der Anteil an Körnern, die größer als 2 mm sind, handelt es sich um ein Konglomerat (bei abgerundeten Körnern = Geröllen) bzw. um eine Brekzie (bei eckigen Körnern = Fragmenten). Im Gegensatz zu Arkosen, Grauwacken und Kalksandsteinen gelten Konglomerate und Brekzien auch im weiteren Sinn nicht als Sandsteine. Die Übergänge von einem grobkörnigen Sandstein zu einem feinkörnigen Konglomerat bzw. einer feinkörnigen Brekzie sind jedoch fließend.

## Entstehung
Sandstein entsteht durch die Verkittung (Zementation) von lockerem Sand und Beimengungen groberer oder feinerer Sedimentpartikel (Ton, Silt, Gerölle). Er ist, im Gegensatz zu chemischen und biogenen (überwiegend aus Resten von Lebewesen zusammengesetzten) Gesteinen, wie Kalkstein oder Kohle, klastischen (detritischen) Ursprungs, besteht also aus Kleinsttrümmern verwitterter und abgetragener Gesteine. Quarz kommt in sehr vielen magmatischen Gesteinen primär vor. Da Quarz zudem relativ resistent gegen chemische Verwitterung ist, können sich sandkorngroße Quarzpartikel im Gesteinskreislauf (exogener Zyklus) stark anreichern, während andere potenziell sandkornbildende Minerale relativ schnell chemisch zerfallen. Deshalb bestehen die meisten Sandsteine überwiegend aus Quarz.
Die wichtigsten Entstehungsräume für Sandsteine sind die küstennahen Flachmeere, die Schelfe. Der Sand stammt aber meist vom Festland und wird durch Flüsse und Meeresströmungen an seinen endgültigen Ablagerungsort transportiert. In tiefen, küstenfernen Meeresregionen lagern sich hingegen vorwiegend feinkörnige Schlämme ab, aus denen kein Sandstein entstehen kann. Ausnahmen sind die Sandsteine turbiditischer Ablagerungen. Diese gehen aus sandigem Material der Schelfkante hervor, das den Kontinentalhang hinabrutscht. Es gibt aber auch zahlreiche Sandsteinvorkommen, die auf dem Festland entstanden sind. Dabei überwiegen die fluvialen, d. h. die von Flüssen abgelagerten, Sandsteine deutlich über die äolischen, also vom Wind abgelagerten.
Das Ablagerungsmilieu eines Sandsteins lässt sich u. a. anhand der enthaltenen Sedimentstrukturen bestimmen. Dazu gehören jeweils charakteristische Formen der Schrägschichtung oder aber bestimmte Spurenfossilien. Auch Körperfossilien sind wichtige Indikatoren für den Ablagerungsraum. Für die Unterscheidung fluvialer von äolischen Sandsteinen ist die Korngröße und vor allem die Kornsortierung (texturelle Reife) von Bedeutung: äolische Sandsteine sind immer relativ homogen-feinkörnig. Auch die mineralische Zusammensetzung und die Kornrundung geben Hinweise auf die Entstehung. Ein relativ geringer Quarzanteil (geringe kompositionelle Reife) und geringe Kornrundungsgrade sind typisch für Sandsteine, die in Gebirgsvortiefen oder Vorlandbecken als Teil von Flysch- bzw. Molasseserien abgelagert wurden, Grauwacken bzw. Arkosen.

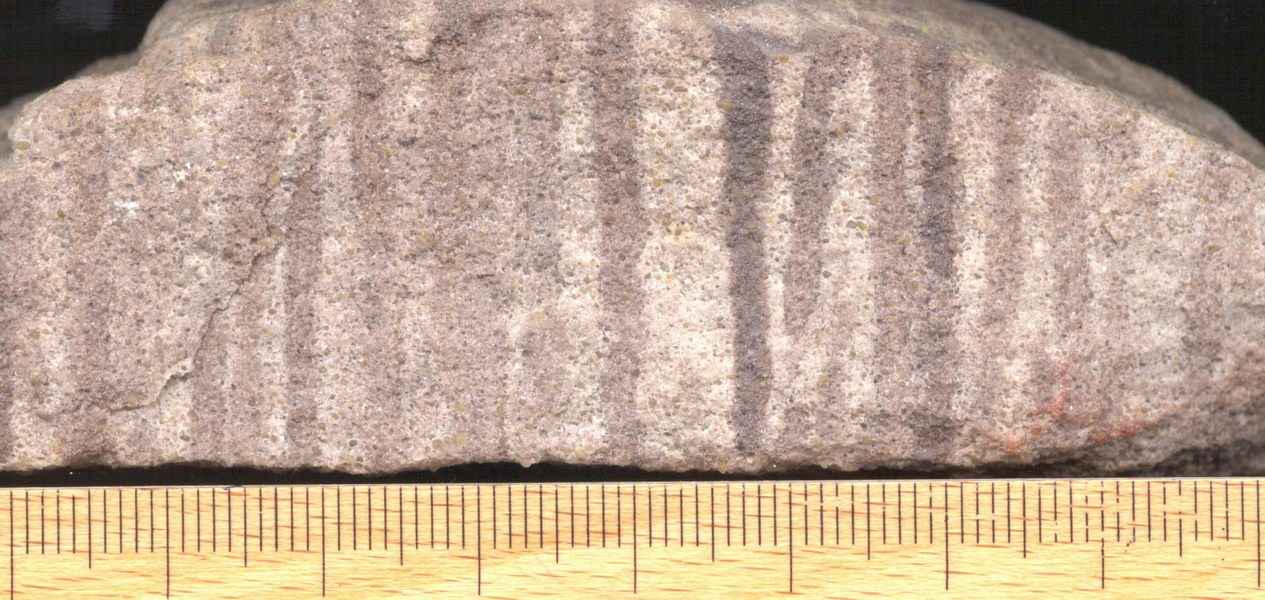
Sandstein mit Skolithos (Grabgängen von Würmern) aus dem Kambrium

Durch den Auflastdruck der jüngeren, überlagernden Ablagerungen sowie durch Ausfällung von Mineralen, die im Meer- oder Grundwasser gelöst sind, oft auch durch die im Sandstein selbst enthaltenen Minerale kommt es zur Verfestigung (Diagenese) des Sandes. Dieser Prozess läuft unterschiedlich schnell ab und dauert zwischen wenigen Jahrzehnten und mehreren Millionen Jahren.

## Zementation
Als Zementation bezeichnet man die natürliche Verfestigung des Sandes durch die Ausfällung von Mineralen in den Hohlräumen zwischen den Sandkörnern (Porenraum). Der Zement kann dabei aus verschiedenen Mineralen bestehen:
- Quarzzementierte Sandsteine (quarzitische Sandsteine, „Zementquarzite“) verdanken ihre Verfestigung u. a. der Drucklösung und anschließender Wiederausfällung von Quarz in Form von Anwachssäumen, die die Sandkörner miteinander verbinden. Früher war für einen entsprechenden Sandstein auch der Begriff Kieselsandstein gängig. Quarz ist das häufigste Zementmineral bei Sandsteinen.
- Karbonatisch zementierte Sandsteine enthalten als Bindemittel meist Calcit, seltener Ankerit oder Siderit. Calcit ist ebenfalls ein sehr häufiges Zementmineral.
- Ferritisch zementierte Sandsteine (Eisensandstein) enthalten als Bindemittel Eisenoxide und -oxidhydrate (Hämatit, Goethit, Limonit).
- Weitere mögliche Zementminerale sind Feldspäte, Tonminerale (Kaolinit, Illit, Chlorit), Zeolith oder auch Gips.

Ein hoher Primärgehalt an Tonmineralen oder Glimmern kann die Zementation behindern, da dieser die Porosität verringert und die Durchdringung mit Formationswässern verhindert. Eine noch effektivere Zementationsverhinderung erfolgt durch eine Imprägnation mit Erdöl.
Die meisten Sandsteine weisen zumindest innerhalb einer einzelnen Bank nur ein einziges Zementmineral auf. Verschiedene Lagen in einer Sandsteinabfolge können aber jeweils durch verschiedene Minerale zementiert sein, z. B. bedingt durch Korngrößenunterschiede. So sind grobkörnigere großporigere Sandsteine eher karbonatisch zementiert und feinkörnigere eher quarzitisch. Mehrere Zementgenerationen aus verschiedenen Mineralen innerhalb einer Bank bilden die Ausnahme und finden sich nur in größeren Poren. Die jüngere Zementgeneration wird dabei von der älteren umschlossen.

## Verbreitung
Sandstein ist ein auf der Erdoberfläche sehr weit verbreitetes Gestein, kommt auf allen Kontinenten vor und ist aus nahezu allen Zeitaltern der Erdgeschichte überliefert. Er tritt in verschiedenen geologischen Zusammenhängen auf, z. B. im Deckgebirge der schwach subsidenten kontinentalen Tafeln oder in (ehemals) stärker subsidenten epikontinentalen Sedimentbecken. Die meisten dieser Sandsteine entstanden unter Meeresbedeckung. Dazu gehören in Deutschland die Sandsteine des Elbsandsteingebirges sowie des Zittauer Gebirges. In Mittel- und Süddeutschland weit verbreitet sind die fluviatilen Sandsteine des Buntsandsteins. Sandsteine im Untergrund der Norddeutschen Tiefebene und der Nordsee sind wichtige Speichergesteine für Erdöl und Erdgas. Im Alpengebiet treten Sandsteine unter anderem in der Molassezone und der Grauwackenzone auf. Generell ist der Anteil an Sandsteinen in den geologisch jungen alpidischen Faltengebirgen aber eher gering, was darauf zurückzuführen ist, dass diese aus breiten tropischen Schelfen mit vorwiegend karbonatischer Sedimentation hervorgegangen sind. Auch in den geologisch sehr alten kontinentalen Schilden finden sich nur wenige Sandsteine, da sich diese Regionen in ständiger Hebung befinden und deshalb dort heute fast ausschließlich Gesteine vorkommen, die tief in der Erdkruste entstanden oder einst dorthin versenkt und dadurch stark verändert worden sind.

Natürliche Aufschlüsse und Erosionsformen von bzw. in Sandsteinabfolgen
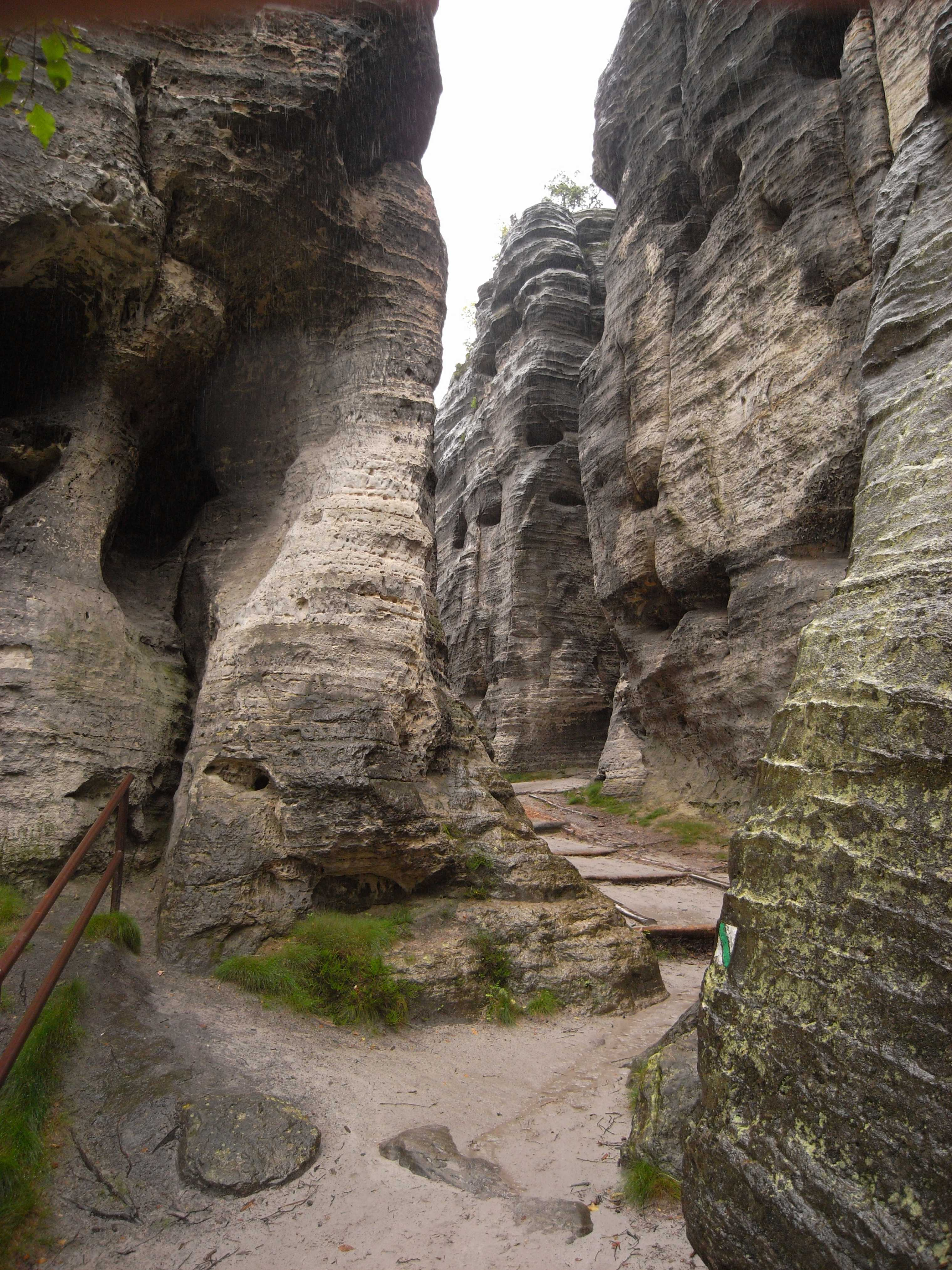
Tyssaer Wände: Schlucht in den kreidezeitlichen Sandsteinen des Elbsandsteingebirges
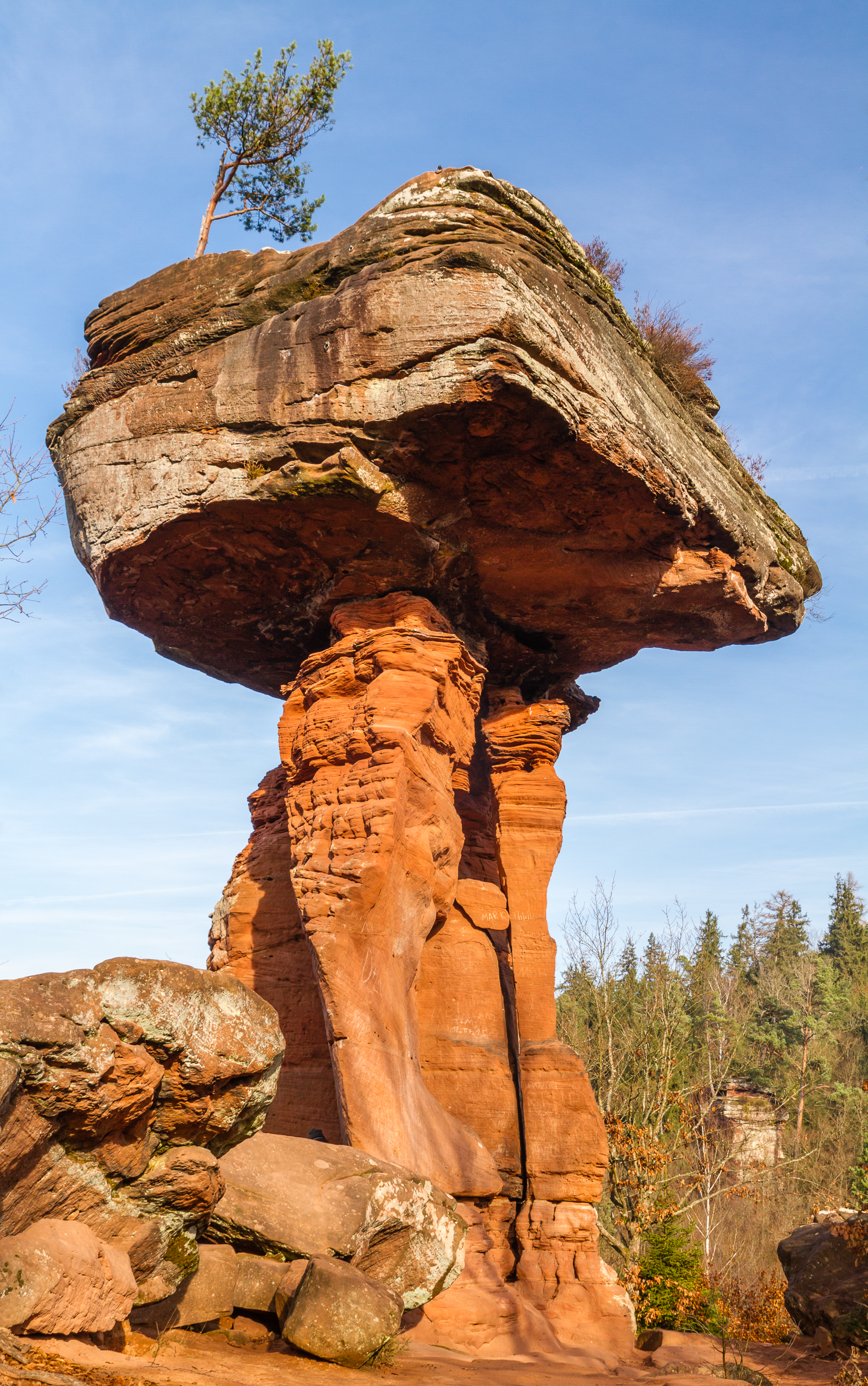
Teufelstisch: Sandsteine des Buntsandsteins (Trias) des Pfälzerwaldes
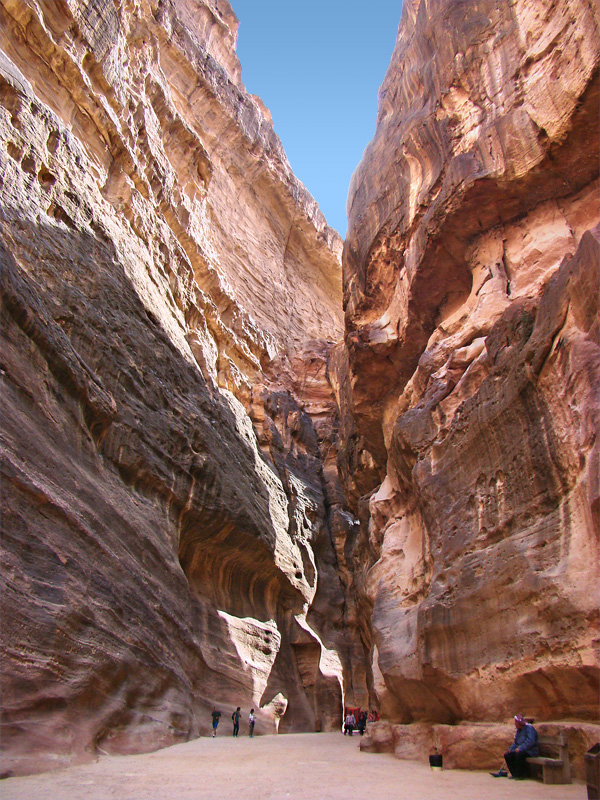
Schlucht in kambrischem rotem Sandstein der Umm-Ishrin-Formation in Petra, Jordanien
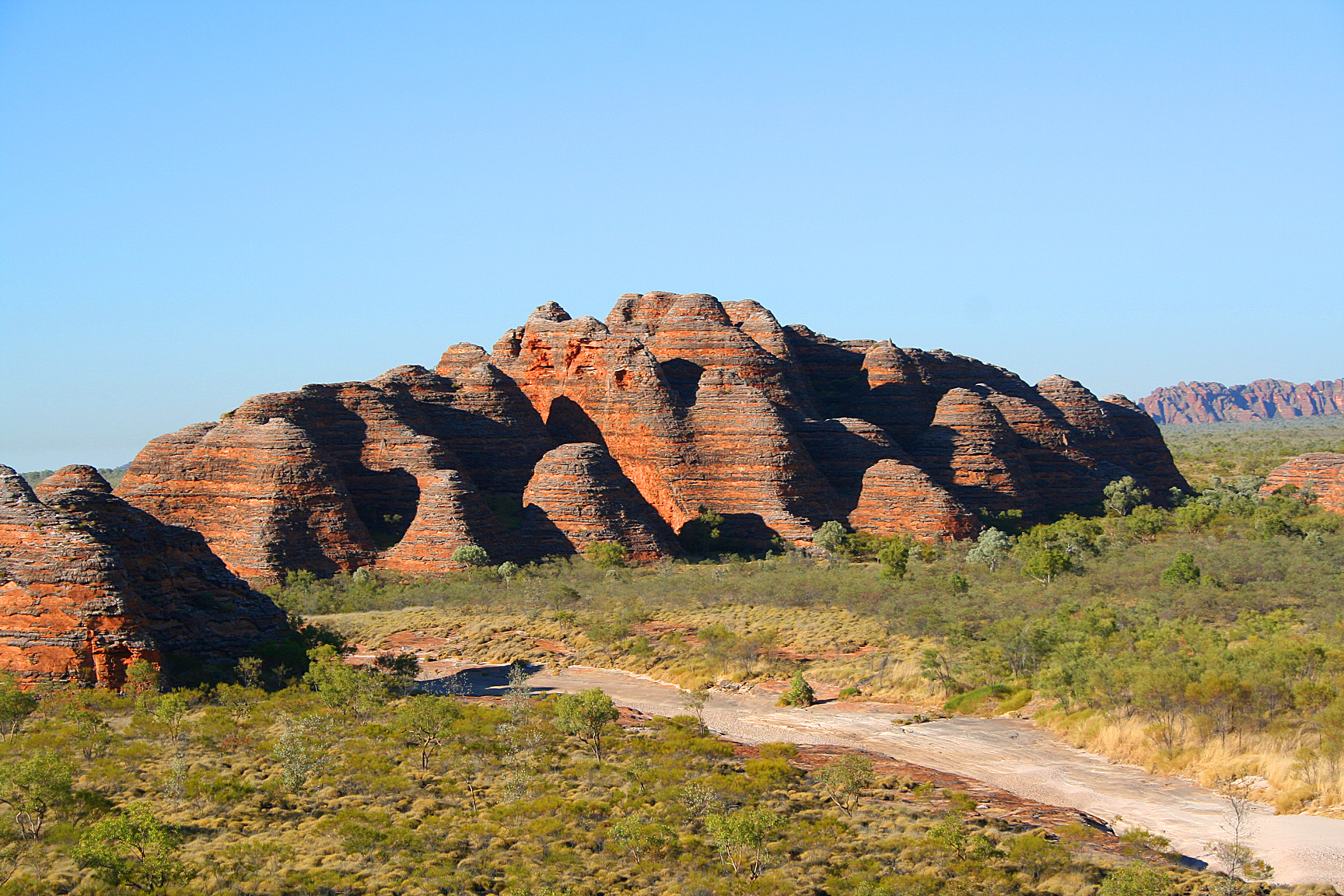
Bungle Bungle: Bienenkorbartig verwitternde devonische Sandsteine im australischen Purnululu-Nationalpark
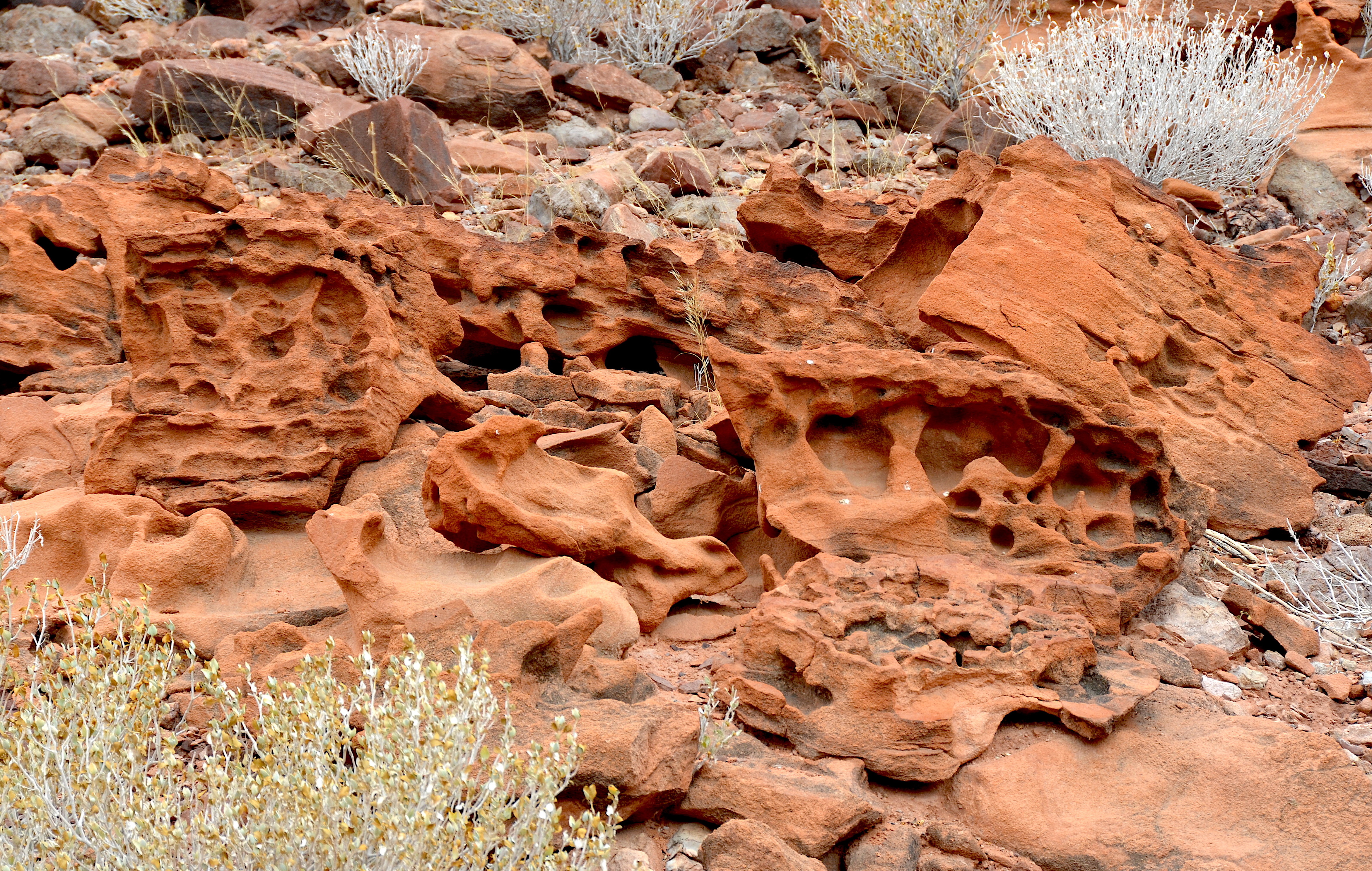
Tafoni in rotem „Karoo“-Sandstein (Permokarbon) bei Twyfelfontein in Namibia
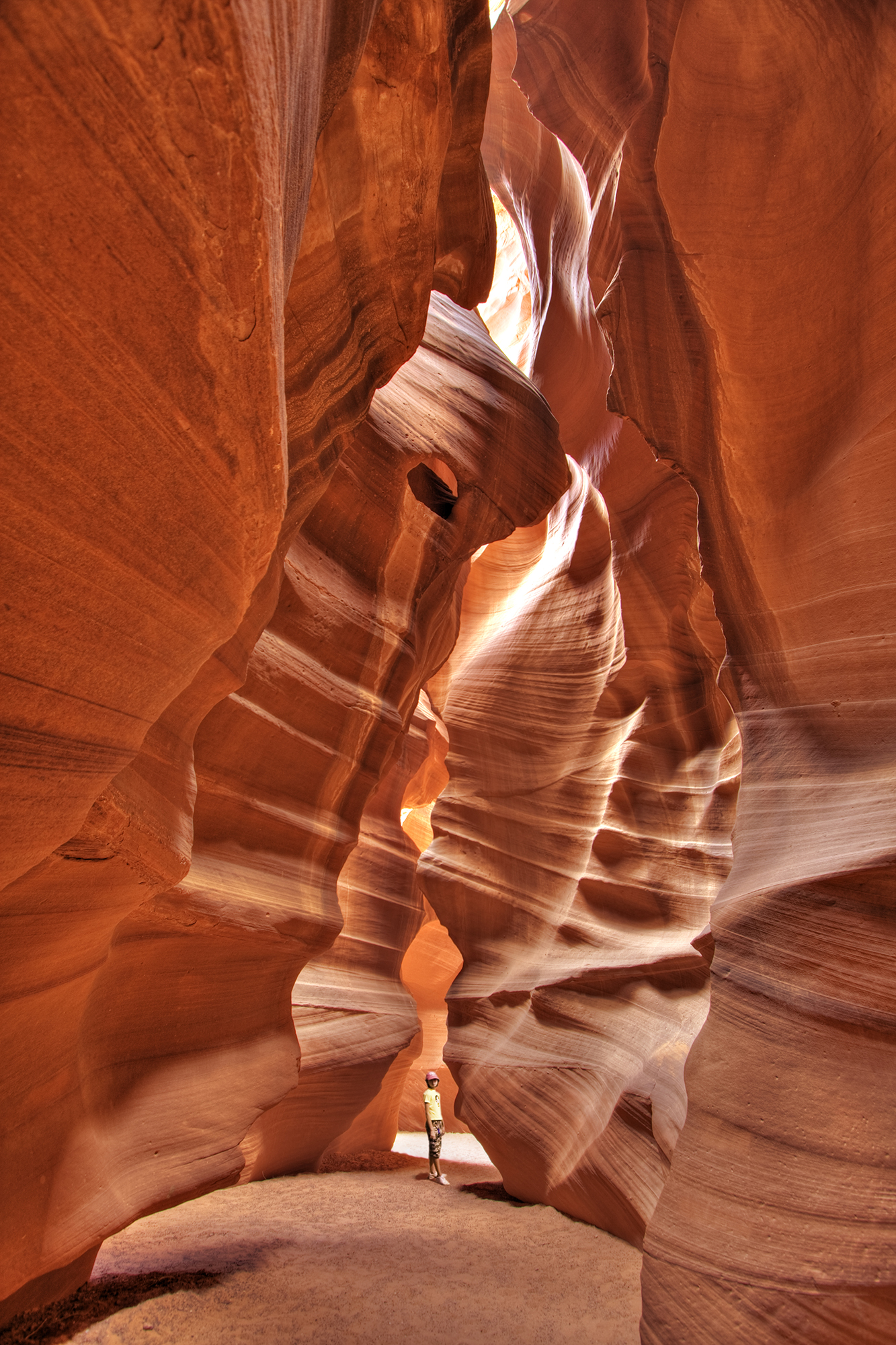
Antelope Canyon: enge Schlucht im jurassischen Navajo Sandstone in Arizona

## Bodenbildung auf Sandstein
Auf Grund des Vorherrschens von Quarz entstehen in Mitteleuropa aus Sandstein im Allgemeinen nährstoffarme Böden, die außerdem zur Versauerung neigen. Je nach Wasserangebot und Entwicklungstiefe des Bodens findet man Ranker, Braunerden oder Podsole. Meist werden diese Böden forstwirtschaftlich genutzt (zum Beispiel im Thüringer Holzland).
Ausnahmen bilden hingegen Sandsteine mit einem hohen Karbonat- oder Tonanteil sowie Sandsteinabfolgen, in die kalkige oder tonige Schichten eingelagert sind. Die Böden auf diesen Gesteinen sind dann meist nährstoffreicher und können auch landwirtschaftlich genutzt werden. Ein Beispiel sind Sandsteine des Keupers (Obere Trias) in Süddeutschland.

## Anwendungsbezogene Eigenschaften

### Sandstein in der Architektur

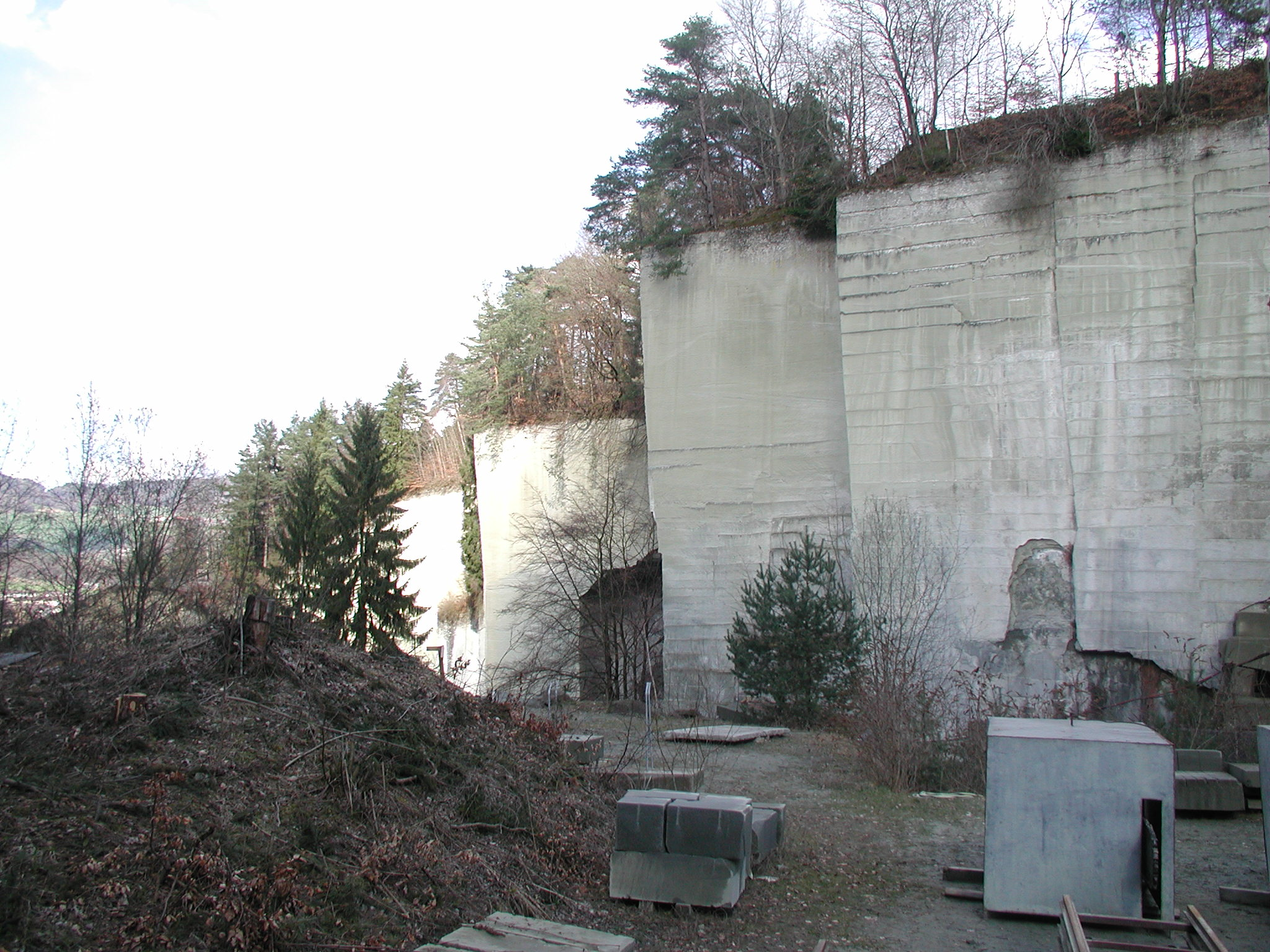
Steinbruch in charakteristisch grünlichem Berner Sandstein in Ostermundigen

Sandstein ist ein verbreitetes Baumaterial und wurde oft zum Pflastern, für Skulpturen und vor allem für Fassaden verwendet. Das Stadtbild prägende Sandsteinbauten findet man beispielsweise in Bern, Breslau, Dresden, Düsseldorf, Hamburg, Nürnberg oder in Prag. Auch das Freiburger Münster ist, wie viele andere Sakralbauten, größtenteils aus Sandstein erbaut. In Dresden und weiteren Elbstädten verwendete man für dekorative Fassadenbereiche und Skulpturen einen „weichen“ Sandstein, den Cottaer Sandstein, und für tragende bzw. anders belastbare Architekturteile (beispielsweise in der Sockelzone) einen quarzitisch gebundenen Sandstein, den Postaer Sandstein.
Die Farbe von Sandstein kann, genauso wie die von Sand, variieren, übliche Farben sind grau (ohne Beimengungen – wie zum Beispiel Ruhrsandstein aus Hohensyburg), gelb (durch enthaltenes Limonit – Ibbenbürener Sandstein), braun, rot (durch Hämatit – wie bei rotem Wesersandstein) und weiß (wie bei grau, nur ist die Oberflächenreflexion eine andere – Beispiel Rackwitzer Sandstein). Grün ist unter anderem der früher südlich des westfälischen Soest abgebaute Grünsandstein; der heute bei Anröchte abgebaute glaukonithaltige Kalkstein fällt hingegen etwas dunkler aus als der seit dem Mittelalter verwendete Grünsandstein.

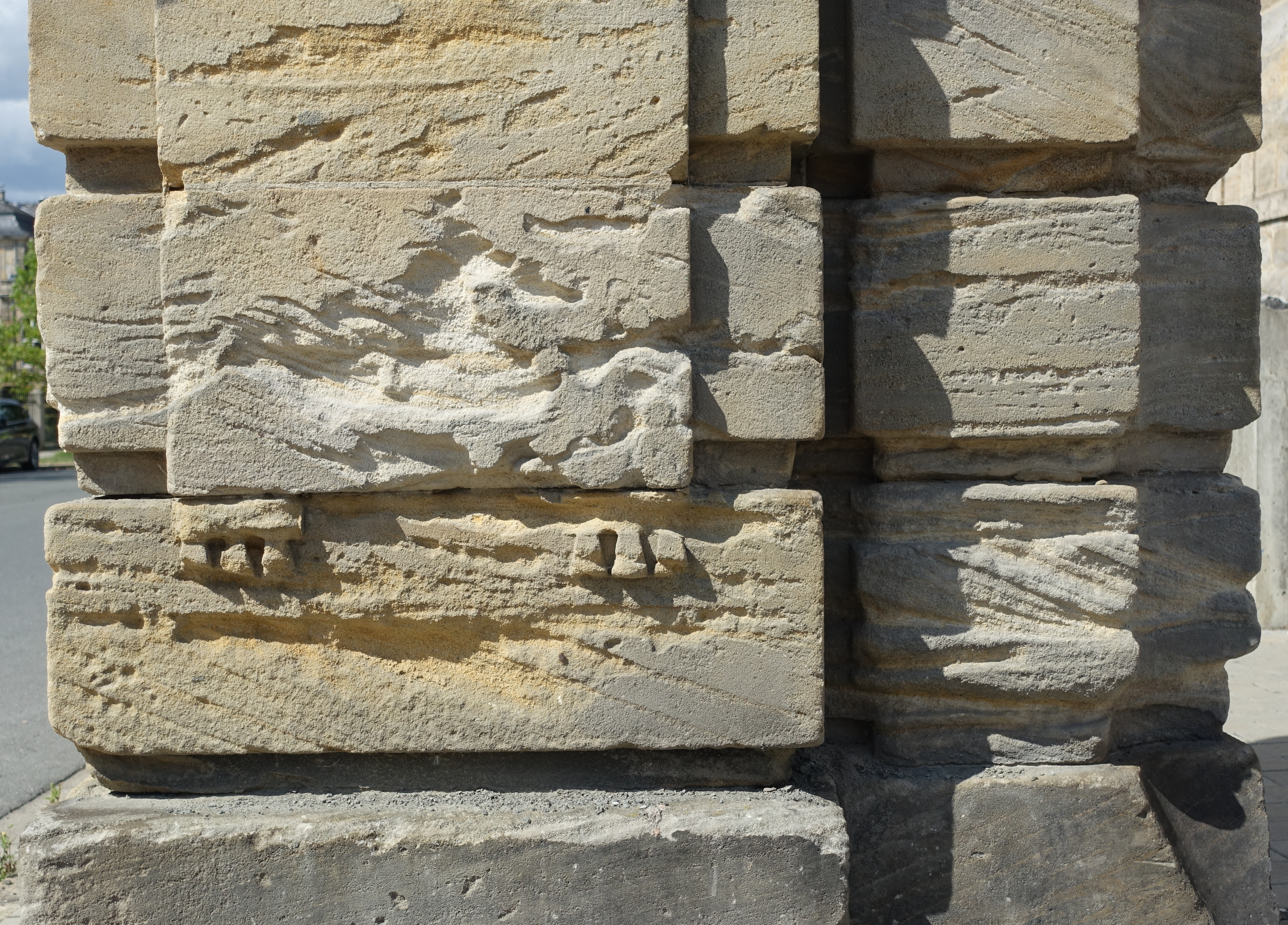
Verwitterungsspuren an einem Portalpfeiler aus Sandstein in der Bayreuther Friedrichstraße, die die Texturen hervortreten lassen

Grundsätzlich lassen sich bruchfrische Sandsteine handwerklich leichter als länger gelagerte bearbeiten. Gemeinsam ist allen Sandsteinen die fehlende Tausalzbeständigkeit. Die Frostfestigkeit ist je nach Sorte unterschiedlich. Bedingt durch die Polarität der Ablagerungsrichtung lassen sich „im Lager“ (parallel zur Schichtung) und „gegen das Lager“ (orthogonal zur Schichtung) geschnittene Sandsteine unterscheiden. Die dabei entstehenden Texturen an den Sichtflächen können sehr unterschiedlich ausfallen.

Verwendungsbeispiele bedeutsamer Sandsteinsorten
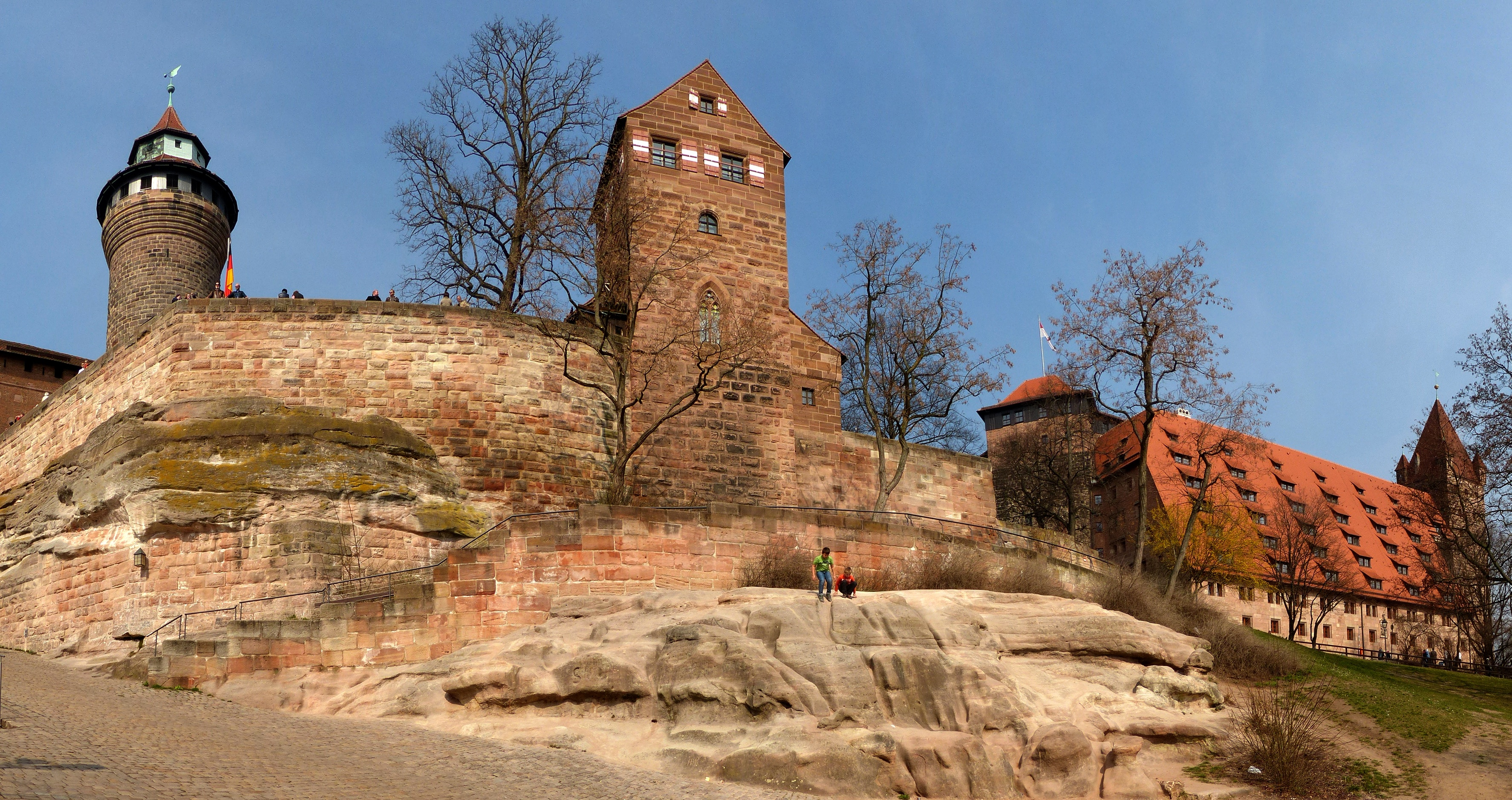
Die Nürnberger Burg (Detailaufnahme) aus Worzeldorfer Sandstein
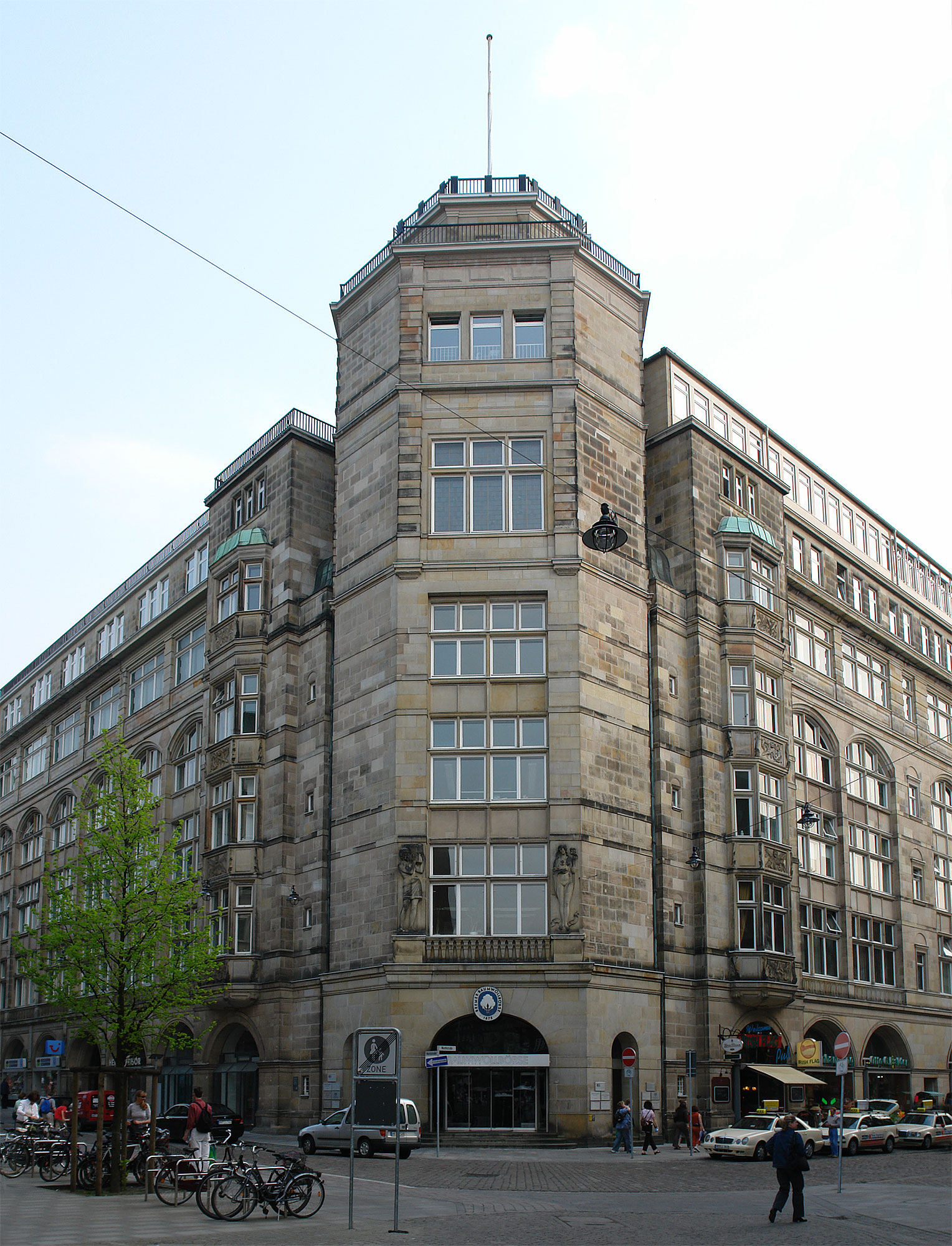
Baumwollbörse in Bremen aus Weißem Mainsandstein
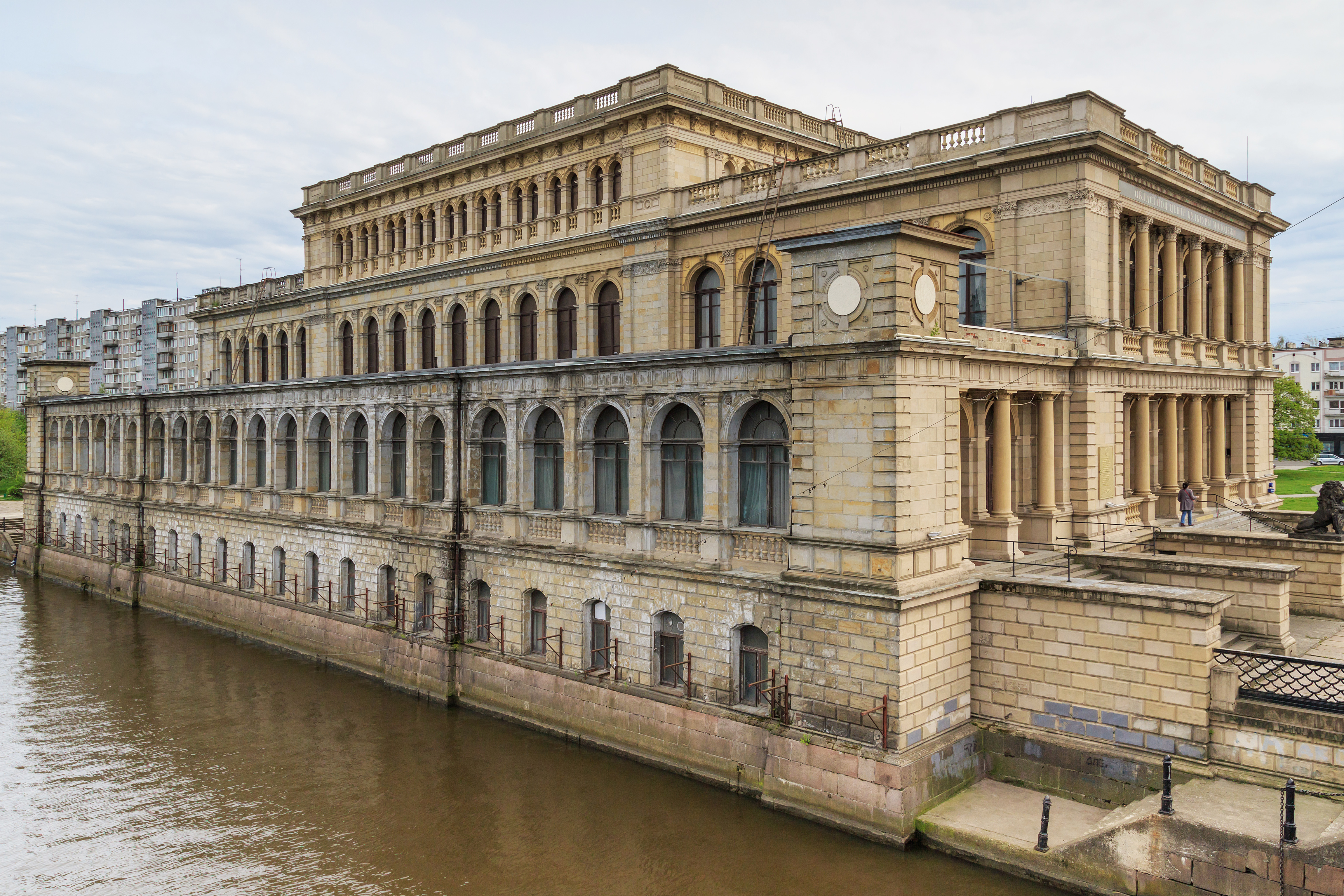
Neue Börse (Kaliningrad) aus Obernkirchner Sandstein
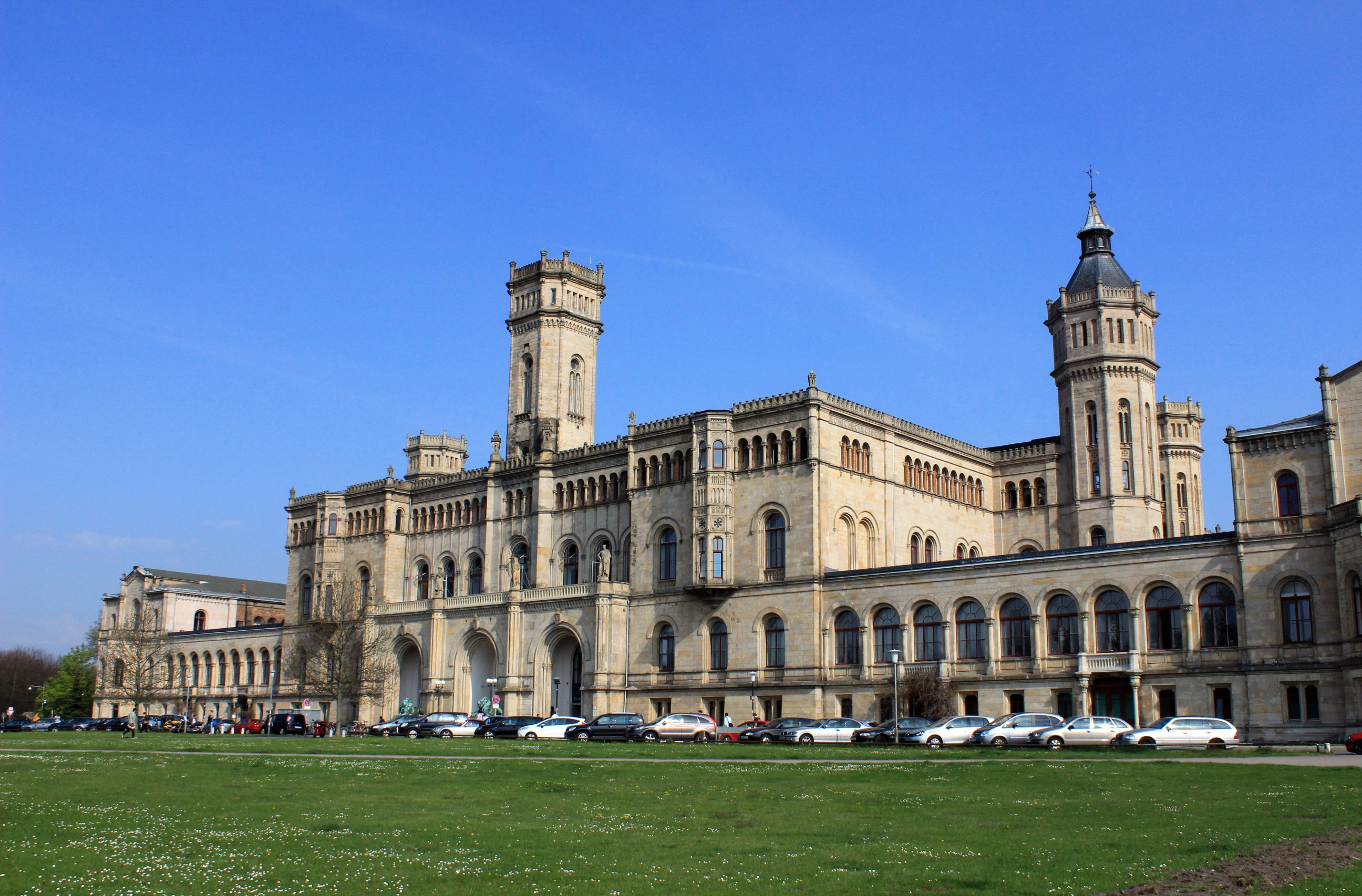
Welfenschloss (Hannover) aus Velpker Sandstein
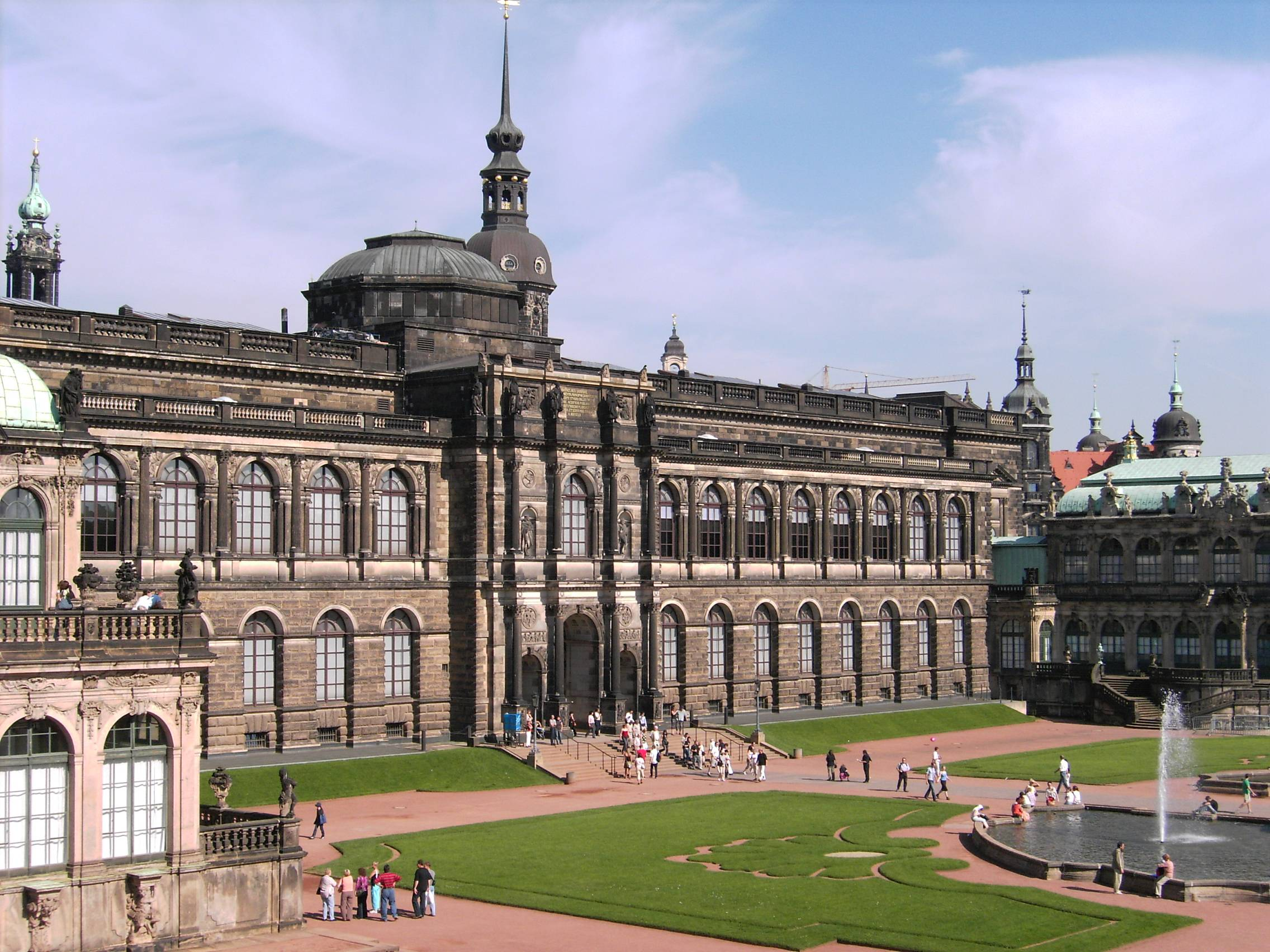
Die Sempergalerie im Dresdner Zwinger aus Sorten des Elbsandsteins
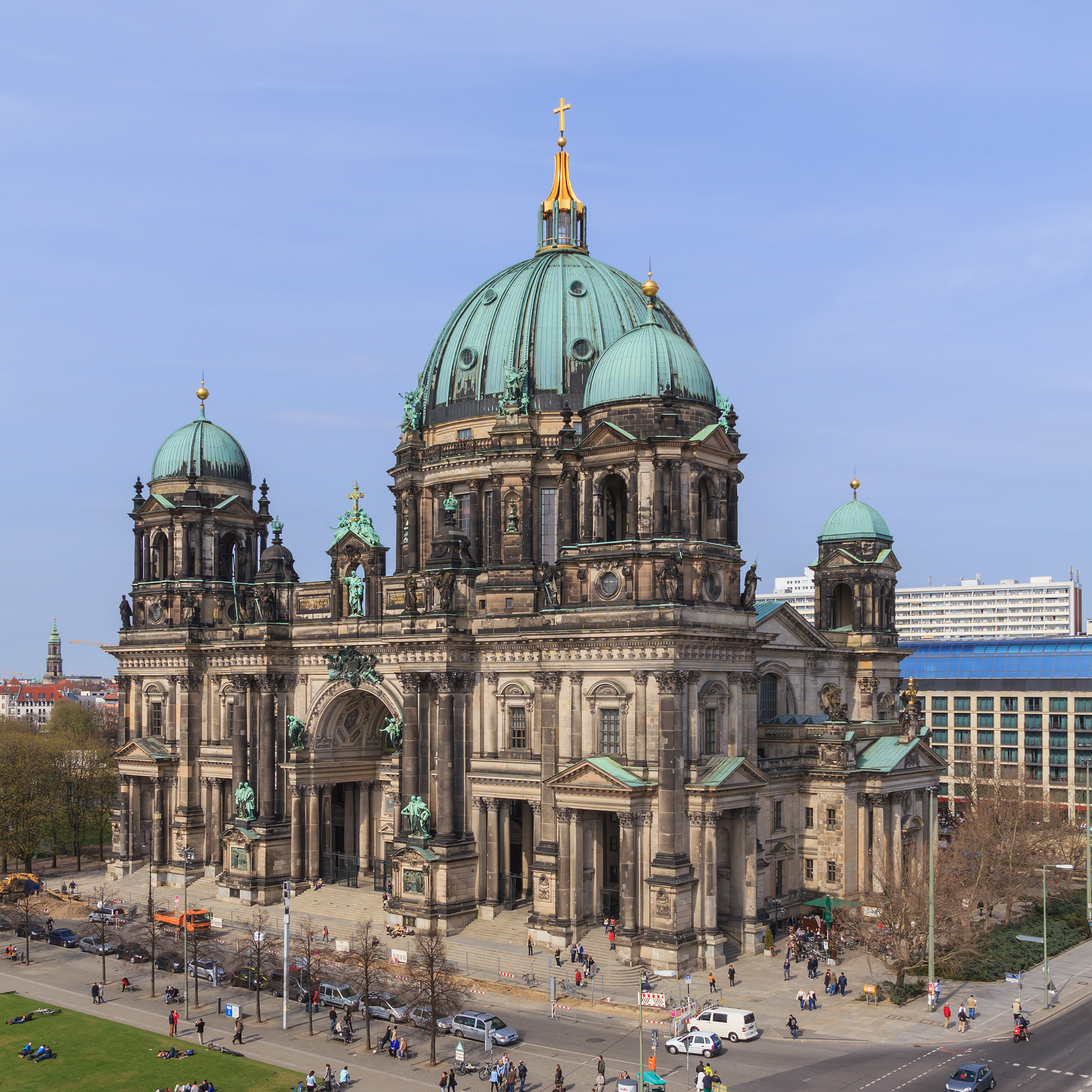
Der Berliner Dom mit schlesischem Sandstein der Sorten Friedersdorf und Wünschelburger Sandstein
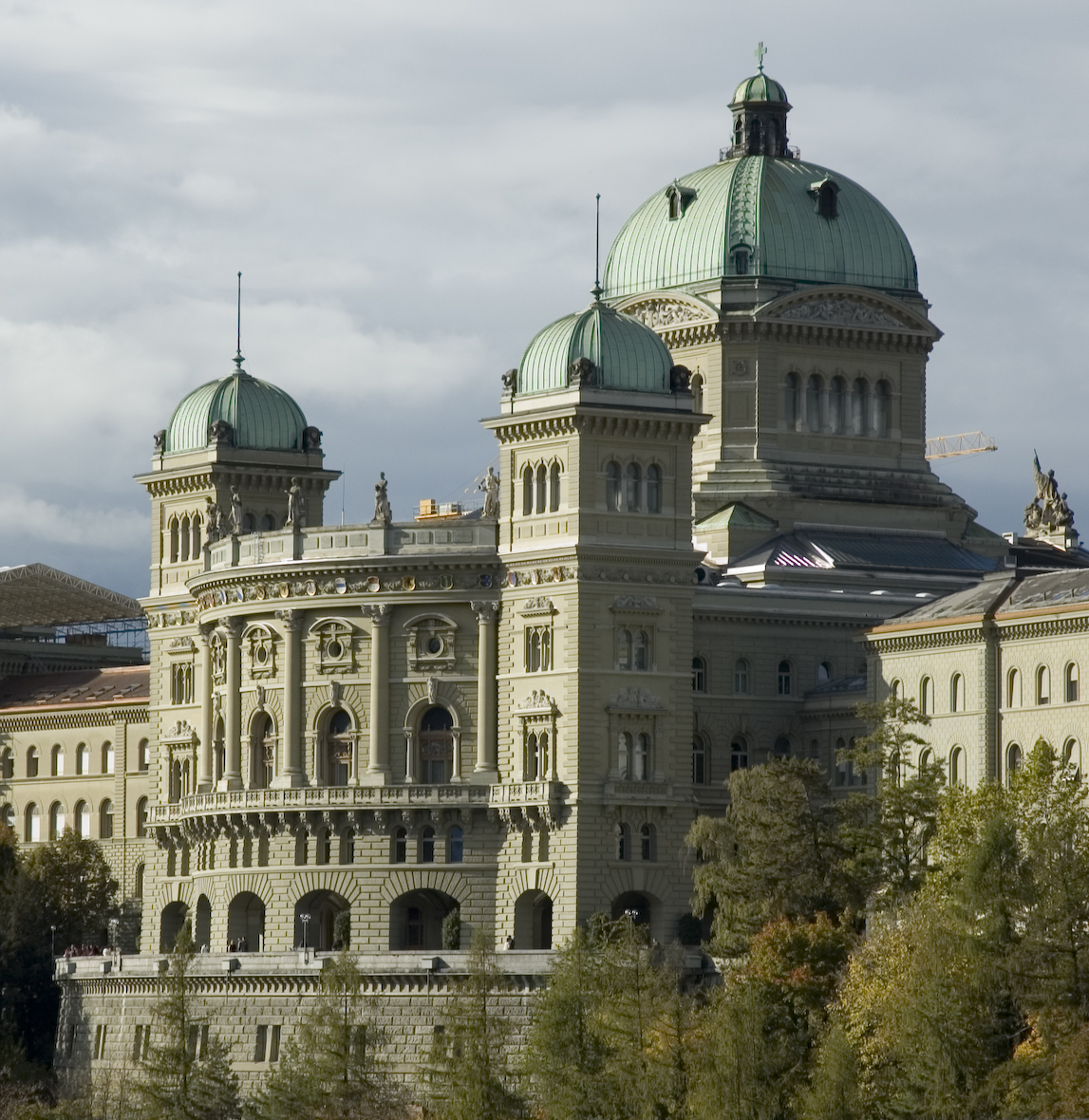
Das Bundeshaus in Bern mit einer größtenteils aus Berner Sandstein geschaffenen Fassade
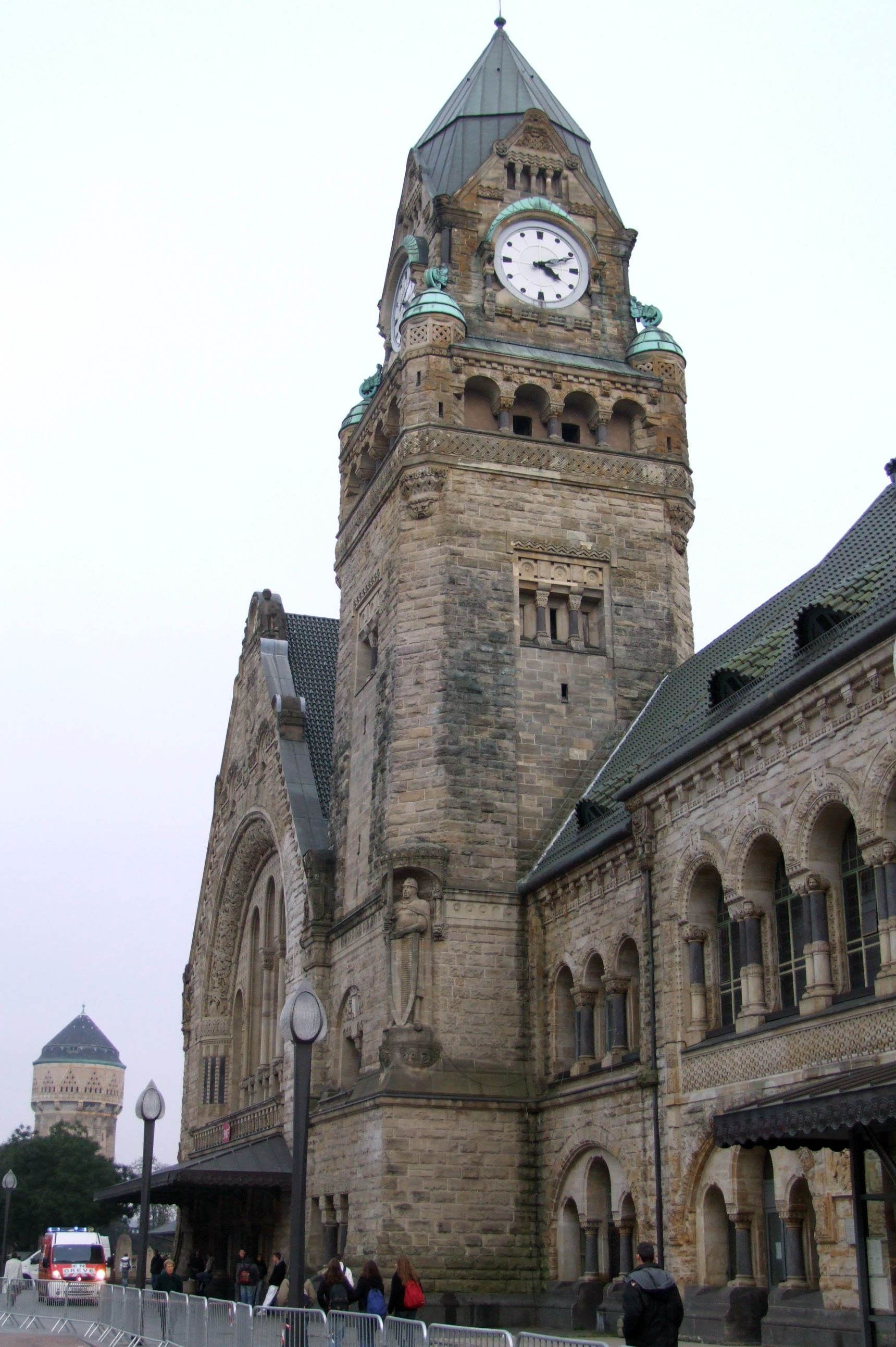
Fassadenverkleidung am Bahnhof Metz aus gelbem Vogesensandstein
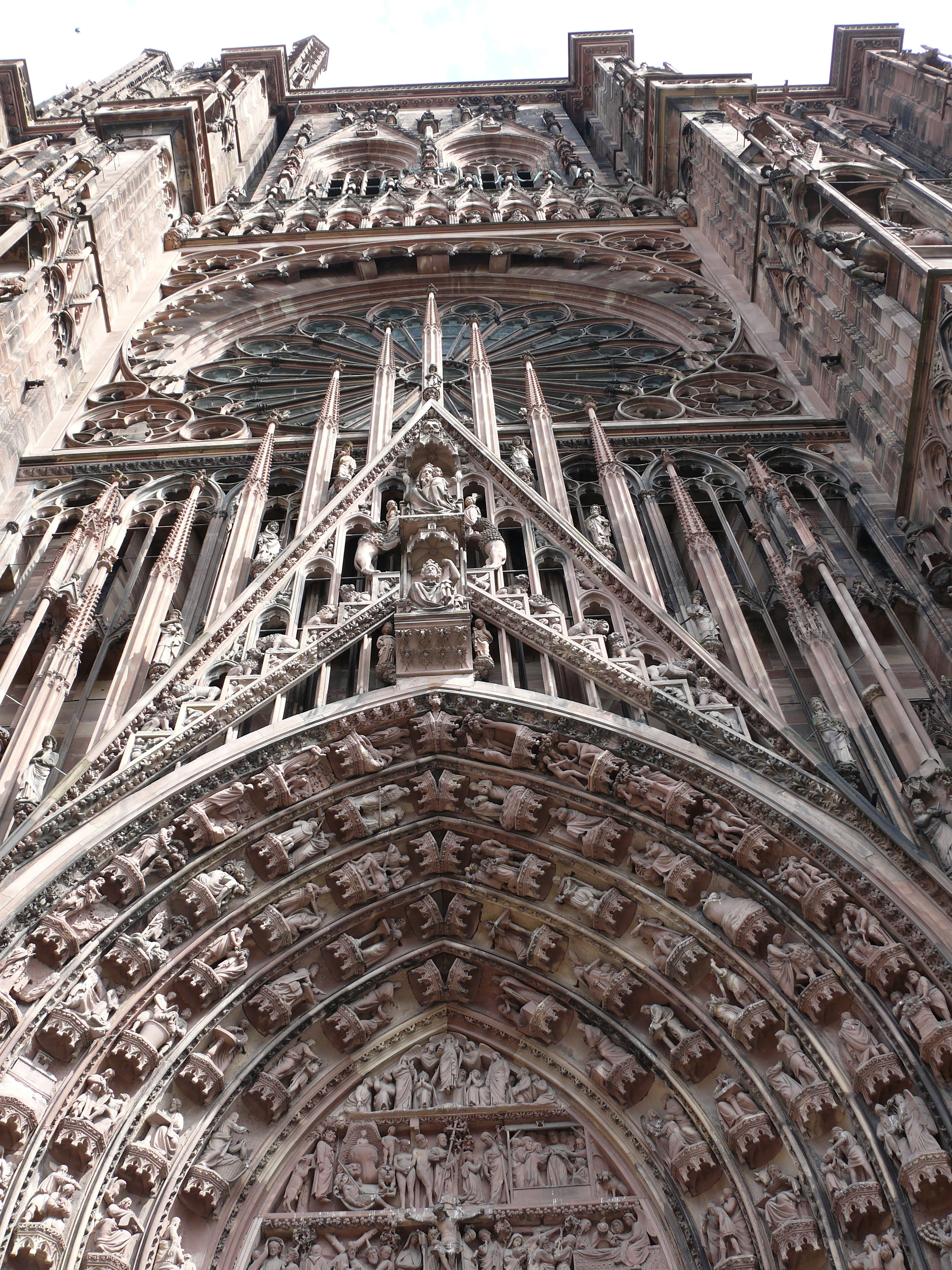
Rötlicher Vogesensandstein am Straßburger Münster

### Sandsteinbauwerke als Biotope
Trockenmauern, errichtet aus Sandstein-Lesesteinen oder aus Sandstein, der einem Steinbruch der näheren Umgebung entstammt, sind heute bedeutende Biotope für zahlreiche sukkulente Pflanzen und wichtige Rückzugsräume für Insekten. In dem unverfugten Mauerwerk finden nicht nur Spinnen und Käfer Unterschlupf, sondern auch größere Tiere wie Eidechsen und Blindschleichen. Insbesondere in Weinbaugebieten prägen Trockenmauern aus Sandstein das Landschaftsbild der Flussläufe Süddeutschlands sowie der Einzugsgebiete von Rhein und Main.

### Sandstein als Lagerstätte für Eisenerz
Rote Sandsteine erhalten ihre Färbung durch ihren Eisengehalt. Das Eindringen hydrothermaler Fluide und Konzentrationsprozesse führen zur Anreicherung des Eisens in Klüften oder Knollen.

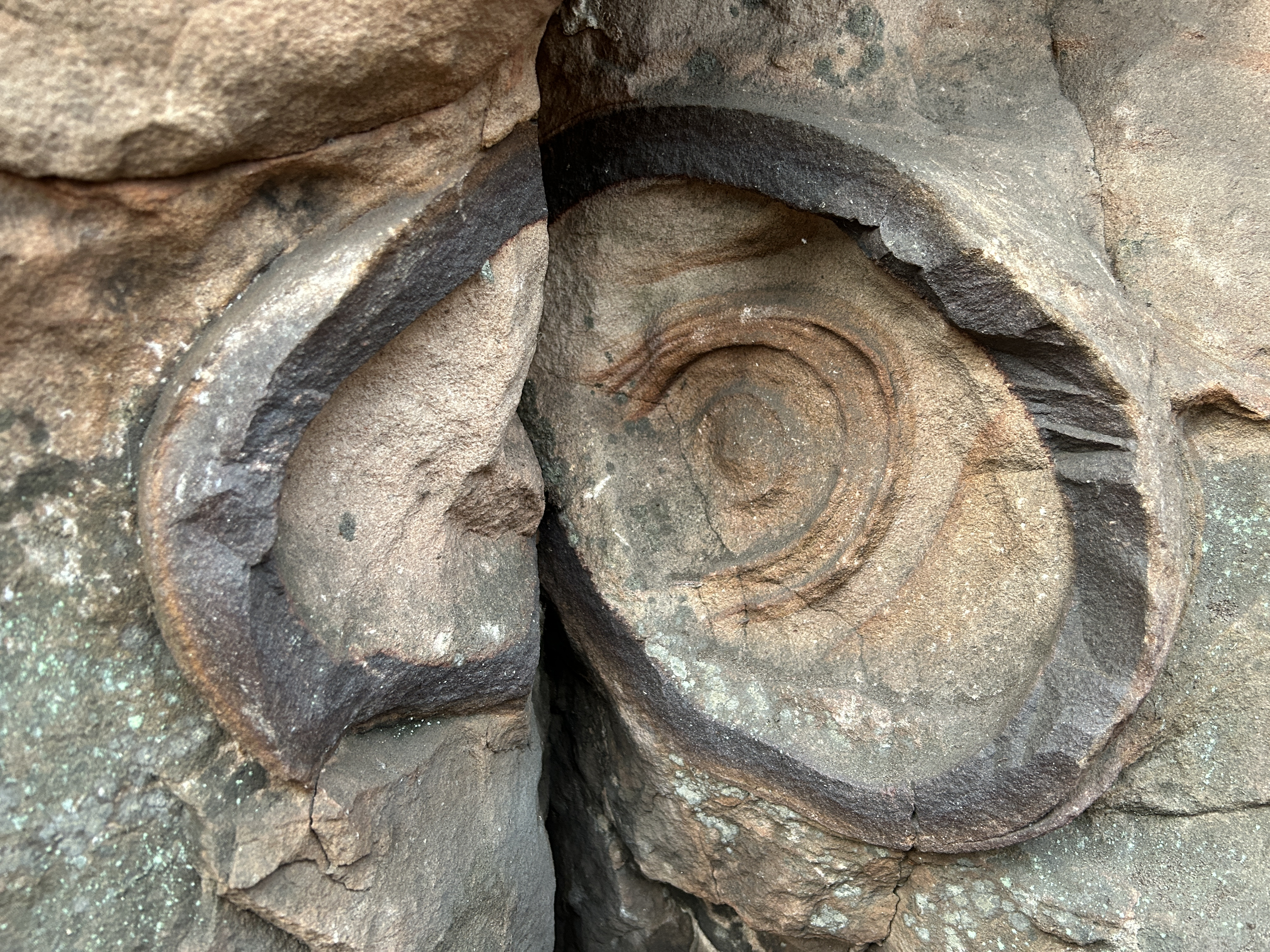
Eisenerzknolle als Formation im Sandstein

Spätestens ab der frühen Neuzeit wurden solche Erze ausgebeutet und meist auch in nahegelegenen Eisenhütten weiterverarbeitet. In Nothweiler in der Pfalz gibt es ein Schaubergwerk, den St.-Anna-Stollen, wo Besucher sich über die Materie informieren können.